# Dombasle-en-Xaintois
Dombasle-en-Xaintois é uma comuna francesa na região administrativa do Grande Leste, no departamento de Vosges. Estende-se por uma área de 4.72 km². Em 2010 a comuna tinha 123 habitantes (densidade: 26,1 hab./km²).